# La guerra non ha un volto di donna
La guerra non ha un volto di donna (in russo У войны не женское лицо?, U vojny ne ženskoe lico) è un libro pubblicato per la prima volta nel 1985 dell'autrice Svjatlana Aleksievič, vincitrice del Premio Nobel per la letteratura nel 2015.

## Descrizione
L'opera raccoglie oltre 200 testimonianze di donne che hanno preso parte attivamente alla seconda guerra mondiale sul fronte orientale. Tra di loro vi furono chirurghi, infermiere, pilote, cecchine, meccaniche, partigiane e mitragliere.
L'opera venne pubblicata per la prima volta in russo a Minsk nel 1985. Nel 1988 seguì l'edizione in lingua inglese, pubblicata a Mosca. L'edizione del 2017 contiene del materiale inedito che include un libro di memorie raccolte tra il 1978 e il 1985 (periodo della stesura del libro), alcune riflessioni successive che vanno dal 2002 al 2004 e alcuni frammenti censurati nell'edizione originale.

## Edizioni italiane
- La guerra non ha un volto di donna. L'epopea delle donne sovietiche nella Seconda Guerra Mondiale (Minsk, 1985), Collana Overlook, Milano, Bompiani, 2015, ISBN 978-88-452-8109-9.